# Veleposlaništvo Republike Slovenije na Švedskem
Veleposlaništvo Republike Slovenije na Švedskem (uradni naziv Veleposlaništvo Republike Slovenije Stockholm, Kraljevina Švedska) je diplomatsko-konzularno predstavništvo (veleposlaništvo) Republike Slovenije s sedežem v Stockholmu (Švedska). Poleg te države to veleposlaništvo pokriva še naslednje države: Latvija in Estonija. Leta 2012 je bilo veleposlaništvo zaprto. 

## Veleposlaniki
- Dragoljuba Benčina
- Milan Jazbec
- Andrej Logar